# Caesar Hull
Caesar Barrand Hull (26 de fevereiro de 1914 - 7 de setembro de 1940) foi um ás da aviação da Royal Air Force (RAF) durante a Segunda Guerra Mundial, conhecido especialmente por sua participação na luta por Narvik durante a Campanha da Noruega em 1940, e por ser um dos "The Few" - os pilotos aliados da Batalha da Grã-Bretanha, na qual ele foi abatido e morto. De uma família de agricultores, os primeiros anos de Hull foram passados na Rodésia do Sul, África do Sul e Suazilândia. Ele lutou pela África do Sul nos Jogos do Império de 1934. Depois de ser recusado pela Força Aérea Sul-Africana por não falar africâner, ele se juntou à RAF e, ao se tornar um oficial piloto em agosto de 1936, se juntou ao Esquadrão Nº 43 da RAF Tangmere em Sussex.
Caesar Barrand Hull nasceu em 26 de fevereiro de 1914 em Leachdale Farm, uma propriedade perto de Shangani, na Rodésia do Sul. Seus anos de infância foram divididos entre a Rodésia e a África do Sul e, no início da adolescência, a família mudou-se para a Suazilândia. Ele foi educado em casa até 1926, quando começou a estudar no St. John's College em Joanesburgo. Campeão de boxe, ele representou a África do Sul na divisão dos leves nos Jogos do Império de 1934 em Londres.